# 布加勒斯特站
布加勒斯特站（羅馬化：Bukharestskaya）是聖彼得堡地鐵伏龍芝－海濱線的一個車站。布加勒斯特站開通於2012年12月28日，是伏龍芝－海濱線延伸工程的一部分。